# Гейтсон, Марджори
Ма́рджори Ге́йтсон (англ. Marjorie Gateson; 17 января 1891, Бруклин, Нью-Йорк — 17 апреля 1977, Нью-Йорк, Нью-Йорк) — американская актриса театра, кино и телевидения.

## Биография
Марджори Гейтсон родилась 17 января 1891 года в Бруклине (Нью-Йорк). Мать звали Огаста, она была преподавателем ораторского искусства в Бруклинской консерватории музыки; отца звали Дэниел. После окончания школы училась в Коллегиальном институте Пакера, затем — в Бруклинской консерватории музыки.
С молодости начала играть в театрах, в возрасте 21 года дебютировала на Бродвее. В 1931 году (актрисе было 40 лет) начала сниматься в кино, а с 1948 года (практически сразу после появления телевидения) — в телефильмах и сериалах. Основной актёрский образ — второстепенные роли богатых и воспитанных женщин, зачастую надменных и отчуждённых; «матроны» из высшего общества, хостес, карьеристки и снобы голубой крови. За свою кинокарьеру (1931—1967) Гейтсон появилась в более чем сотне фильмов и сериалов (в восьми случаях без указания в титрах, а три из фильмов были короткометражными).
Гейтсон никогда не была замужем, и говорила об этом так: «Я ничего не хотела, кроме как стать актрисой. Я даже не думала пробовать и то, и другое».
В 1958 году Гейтсон перенесла инсульт, и это положило конец её актёрской карьере (ей было 67 лет). Скончалась актриса 17 апреля 1977 года в Нью-Йорке от пневмонии.

## Избранные бродвейские работы
- 1913—1914 — Маленькое кафе / The Little Cafe — Найна • Селеста
- 1947 — Возлюбленные / Sweethearts — дама[англ.] Люси
- 1954 — Плавучий театр[англ.] / Show Boat — Парти Энн Хокс

Согласно ресурсу IBDb, Гейтсон появилась в 24 бродвейских постановках, её карьера продолжалась с 1912 по 1930 год, а затем были разовые появления в 1947 и 1954 годах.

## Избранная фильмография

### Широкий экран
- 1931 — Ложная Мадонна[англ.] / The False Madonna — Роуз
- 1933 — Каникулы короля[англ.] / The King's Vacation — Хелен Эверхардт
- 1933 — Служебный вход / Employees' Entrance — миссис Хикокс
- 1933 — Коктейльный час[англ.] / Cocktail Hour — миссис Пэт Лоутон
- 1933 — Музыкальный круиз[англ.] / Melody Cruise — миссис Грейс Уэллс
- 1933 — Приключения вслепую[англ.] / Blind Adventure — Грейс Торн
- 1933 — Бюро пропавших без вести[англ.] / Bureau of Missing Persons — миссис Пол
- 1933 — Мир меняется[англ.] / The World Changes — миссис Клинтон
- 1933 — Убийственная леди[англ.] / Lady Killer — миссис Уилбёр Марли
- 1934 — Привет, Нелли![англ.] / Hi Nellie! — миссис Кэнфилд
- 1934 — Оператор 13[англ.] / Operator 13 — миссис Шэклфорд
- 1934 — Цепи[англ.] / Chained — миссис Луиза Филдс
- 1934 — Главное счастье[англ.] / Happiness Ahead — миссис Брэдфорд
- 1934 — Джентльмены рождаются[англ.] / Gentlemen Are Born — миссис Харпер
- 1935 — Поездка в город[англ.] / Goin' to Town — миссис Крейн Бриттони
- 1936 — Млечный путь / The Milky Way — миссис И. Уинтроп ЛеМойн
- 1936 — Жена против секретарши / Wife vs. Secretary — Ив Мерритт
- 1936 — Большие карие глаза[англ.] / Big Brown Eyes — миссис Коул
- 1936 — Личный номер[англ.] / Private Number — миссис Уинфилд
- 1937 — Мода 1938 года[англ.] / Walter Wanger's Vogues of 1938 — миссис Джордж Кёртис-Лемке
- 1937 — Первая леди[англ.] / First Lady — Софи Прескотт
- 1938 — Ворота[англ.] / Gateway — миссис Арабелла МакНатт
- 1938 — Весеннее безумие[англ.] / Spring Madness — мисс Ритчи
- 1938 — Герцог Вест-Пойнта[англ.] / The Duke of West Point — миссис Дрю
- 1940 — Пока мы не встретимся снова[англ.] / ’Til We Meet Again — миссис Эстер
- 1941 — Переулок[англ.] / Back Street — миссис Адамс
- 1941 — Ты никогда не будешь богаче[англ.] / You'll Never Get Rich — тётушка Луиза
- 1941 — Международная леди / International Lady — миссис Греннер
- 1942 — Любезная молодая леди[англ.] / Obliging Young Lady — Майра Поттер
- 1942 — Кольца на её пальцах[англ.] / Rings on Her Fingers — миссис Фенуик
- 1942 — Встречайте Стюартов[англ.] / Meet the Stewarts — миссис Гудвин
- 1943 — Не время для любви[англ.] / No Time for Love — Софи
- 1943 — Самая молодая профессия[англ.] / The Youngest Profession — миссис Дрю
- 1943 — Небо — это граница[англ.] / The Sky's the Limit — хостес столовой
- 1943 — Я сделал это[англ.] / I Dood It — миссис Спелвин
- 1944 — Семь дней на берегу[англ.] / Seven Days Ashore — миссис Элизабет Арланд
- 1944 — Со времён Венеры[англ.] / Ever Since Venus — Мод Хакетт
- 1946 — Ещё одно завтра[англ.] / One More Tomorrow — тётушка Эдна Колье
- 1953 — Кэдди / The Caddy — миссис Грейс Тейлор

В титрах не указана
- 1931 — Рабочие девушки[англ.] / Working Girls — модистка
- 1932 — Тринадцать женщин[англ.] / Thirteen Women — спутница в путешествии Хейзел Клэй Кузинс
- 1932 — Серебряный доллар[англ.] / Silver Dollar — миссис Адамс
- 1940 — Энди Харди встречает дебютантку[англ.] / Andy Hardy Meets Debutante — миссис Десмонд Фаулер
- 1940 — Третий палец, левая рука[англ.] / Third Finger, Left Hand — миссис Расселл

### Телевидение
- 1949—1952 — Семья одного человека[англ.] / One Man's Family — Франсис Барбур (в 13 эпизодах)
- 1950—1951 — Тревога ожидания[англ.] / Suspense — Флоренс Хакетт (в 2 эпизодах)
- 1954 — Роберт Монтгомери представляет[англ.] / Robert Montgomery Presents — миссис Скиннер (в эпизоде Our Hearts Were Young and Gay)
- 1954, 1967 — Тайная буря[англ.] / The Secret Storm — Грейс Тайрелл (в 2 эпизодах)
- 1957 — Шоу Фила Силверса[англ.] / The Phil Silvers Show — Рума Уингейт (в эпизоде The Blue Blood of Bilko)
- 1958 — Час United States Steel[англ.] / The United States Steel Hour — Милли (в 2 эпизодах)

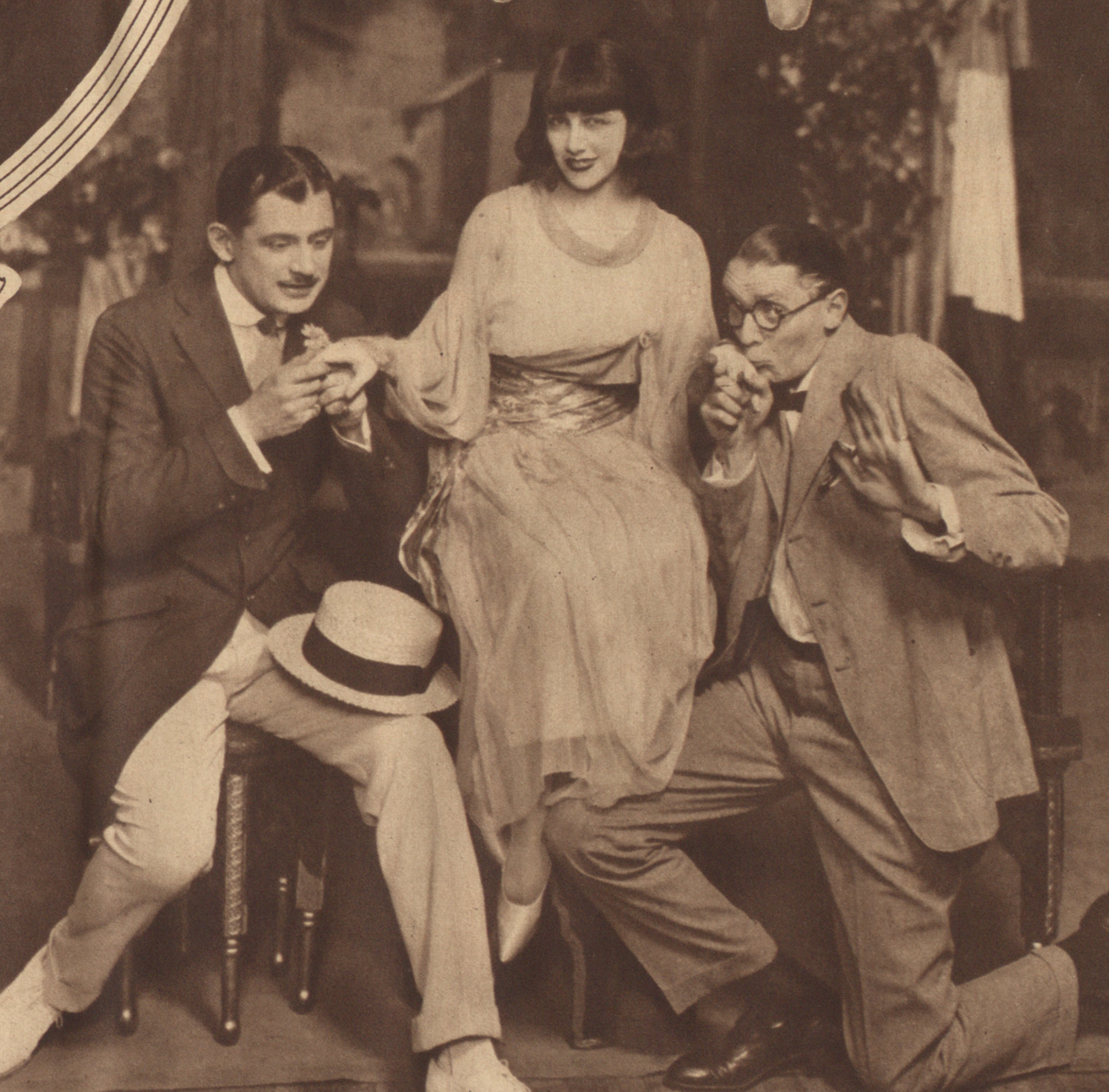
Слева направо: Стюарт Бэйрд, Марджори Гейтсон и Уолтер Кэтлетт в постановке «Немного простоты» (1918)
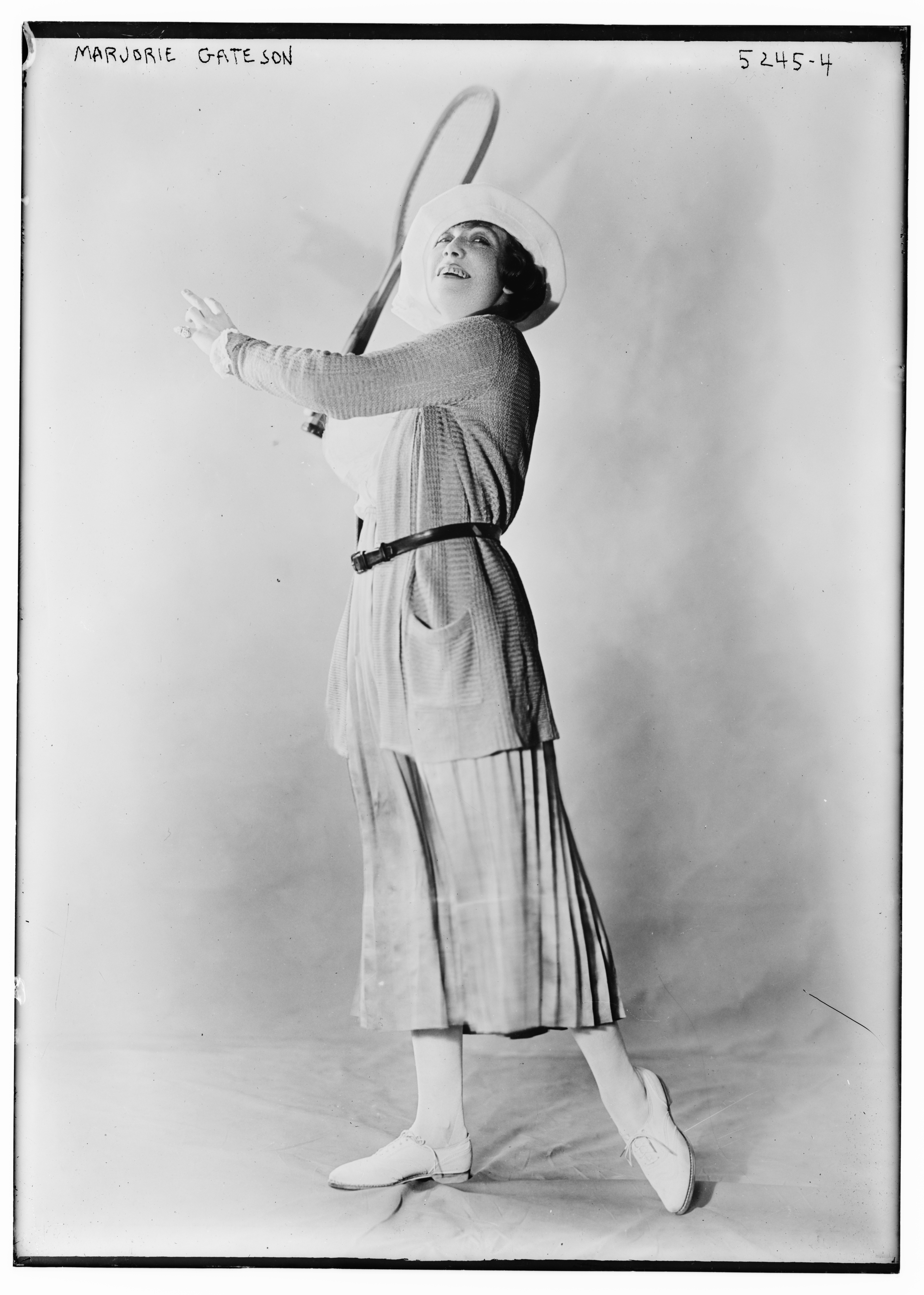
Фото 1920 года
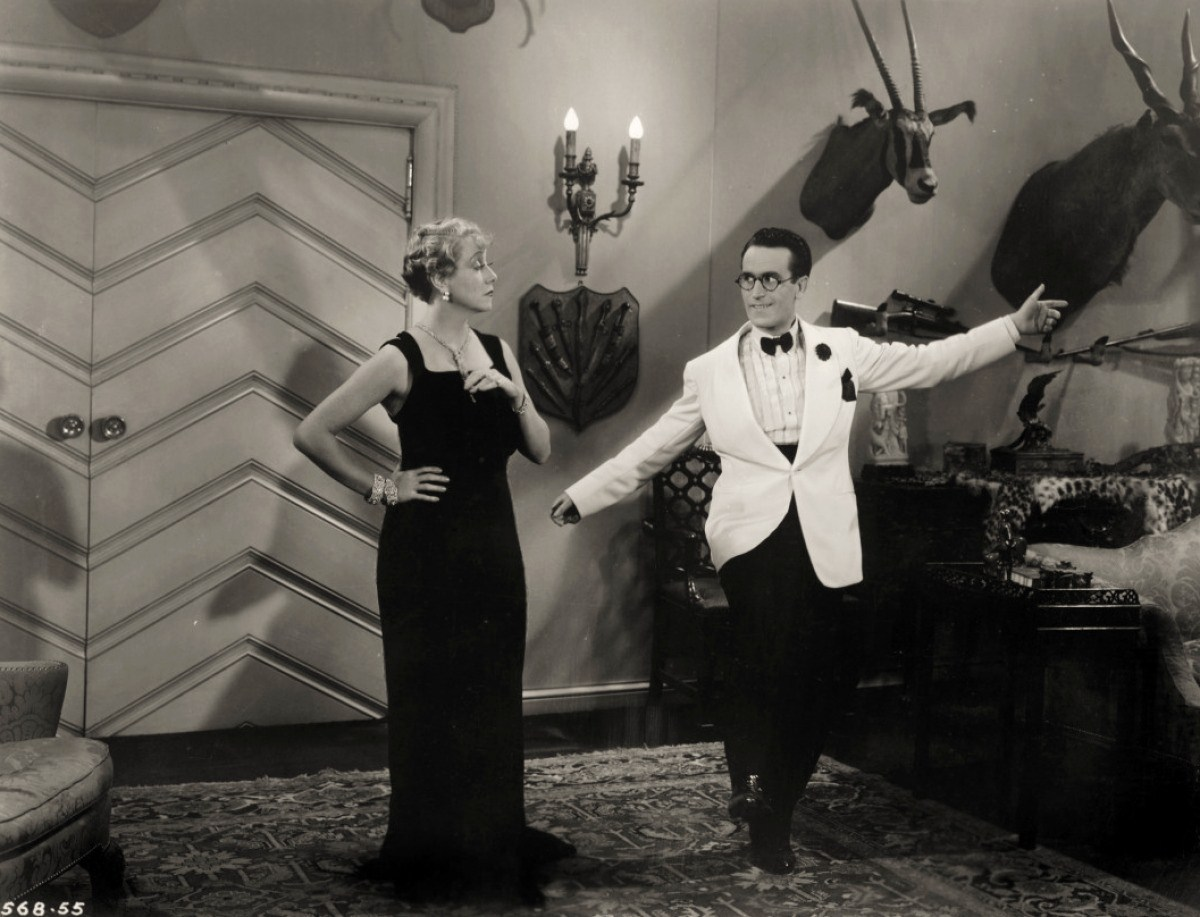
С Гарольдом Ллойдом в фильме «Млечный путь» (1936)